# Přikrývka
Přikrývka je definována jako kus tlusté látky používaný na přikrytíí lidí nebo zvířat k udržení tělěsné teploty.

## Dějiny přikrývek
Původ přikrývek není známý. Známé je jen že běhen vyspělých civilizací, jako byla egyptská nebo římská, se vylepšil jejich odedávna používaný způsob výroby. Historicky je doloženo, že např. v Indii se vyráběly v 7. století přikrývky z jemné ovčí vlny pod označením kambala.
V Evropě se zachovaly obrazy, které  dokazují, že se v 15. století např. v Německu vyráběly vlněné přikrývky, které se vyvážely i do jiných zemí. V Anglii začala manufakturní výroba přikrývek koncem 16. století.
Z manufakturní výroby  se po průmyslové revoluci v 19. století stala postupně masová produkce. Od poloviny 19. století jsou v Evropě známé prošívané přikrývky, které vznikly ručním prošitím peřin (používaných asi od začátku 18. století).
Ve 20. století se dále zdokonalila technika a rozšířily možnosti výroby. Např. od 60. let 20. století se vyrábějí také pletené a elektricky vyhřívané přikrývky.
Hodnota celosvětové výroby přikrývek se odhadovala v roe 2023 na 13,5 mililard USD.

## Druhy přikrývek

### Jednovrstvé přikrývky
se vyrábějí jako husté tkaniny nebo pleteniny z přírodních  i umělých materiálů s hmotností cca 200-600 g/m². Patří k nim zejména 
- Deky z hrubé vlny, vyráběné asi do začátku 20. století často ze směsi  střižní/trhaná vlna (viz Galerie). Pouižívaly se hlavně na přkrytí koní a na pracovní oděvy. Přikrývkám toho druhu se říkalo houně.[8]

- Tkaniny s použitím na příjemnou ochranu proti chladu v domácnosti
  - z umělých vláken např.  umělá kožešina z polyesterových vláken (400 g/m², cena 23 €)[9]
  - z dražších materiálů:

| Druh vlny | g/m² | Cena €/kus  |
| --------- | ---- | ----------- |
| merino    | 600  | 60          |
| velbloudí | 450  | 90          |
| kašmír    | 600  | 240-400[10] |
| alpaka    | 320  | 120-620[11] |
- Pletené přikrývky z bavlny nebo umělých vláken – např. polyakrylová pletenina se žakárovým vzorem, 230 g/m², cena 95 €[12]

- Elektricky vyhřívané přikrývky: Tkaniny se strukturou sametu, fleece, umělé kožešiny apod. se zatkanými dráty, které se zahřívají až na cca 45°C. Elektrický proud se dodává přes kabel z pevného zdroje nebo z připojené přenosné baterie. Přikrývky ve velikosti cca 150 x 200 cm se prodávají v roce 2025 za cca 50-100 €.[13]

Hodnota celosvětové výroby elektricky vyhřívaných přikrývek se odhadovala za rok 2023 na 900 milionů USD.

### Prošívané přikrývky
jsou výrobky ve formě peřiny rozdělené prošíváním na způsob kapes, kterými se stabilizuje uložení výplně.

#### Přikrývky s vlákennou výplní
- Potahová tkanina bavlna/polyester (60/40 %), výplň polyesterová dutá vlákna, cena 15-26 €[16]
- Potahová tkanina z polyesteru, výplň PES mikrovlákna, 350g/m², cena 25-55 €
- Potah z bavlny, výplň 60/40 plané hedvábí/bavlna, 220 g/m², cena 80 €[17]
- Přkrývky s vlněnou výplní se prošívají také ručně. Např. výrobky s 220-750 g/m² za cenu 120-340 €.[18]

Výroba přikrývek s vlákennou výplní je v roce 2025 možná na poloautomatickém zařízení, které sestává z agregátu na zhotovení potahu vyplněného vlákenným rounem (rozvolnění, mykání, tvorba rouna, plnění potahu) a z prošívacího stroje. Výkon  zařízení na výrobu s vlákennou výplní 40-1200 g/m² může dosáhnout až 300 kg/h.

#### Přikrývky s péřovou výplní
Naříklad:
- bavlněný povlak, výplň prachové peří/pírka (60/40%), 320  g/m², cena 90 €[20]
- bavlněný povlak s výplní 100 % prachového peří, 156 g/m², cena 250 €[21]

## Galerie přikrývek

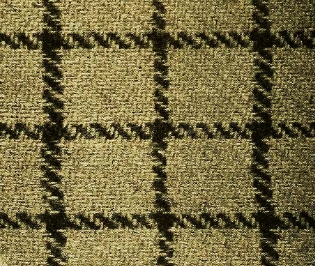
Vzorek koňské houně ze směsi vlny a shoddy (475 g/m²) ze začátku 20. století
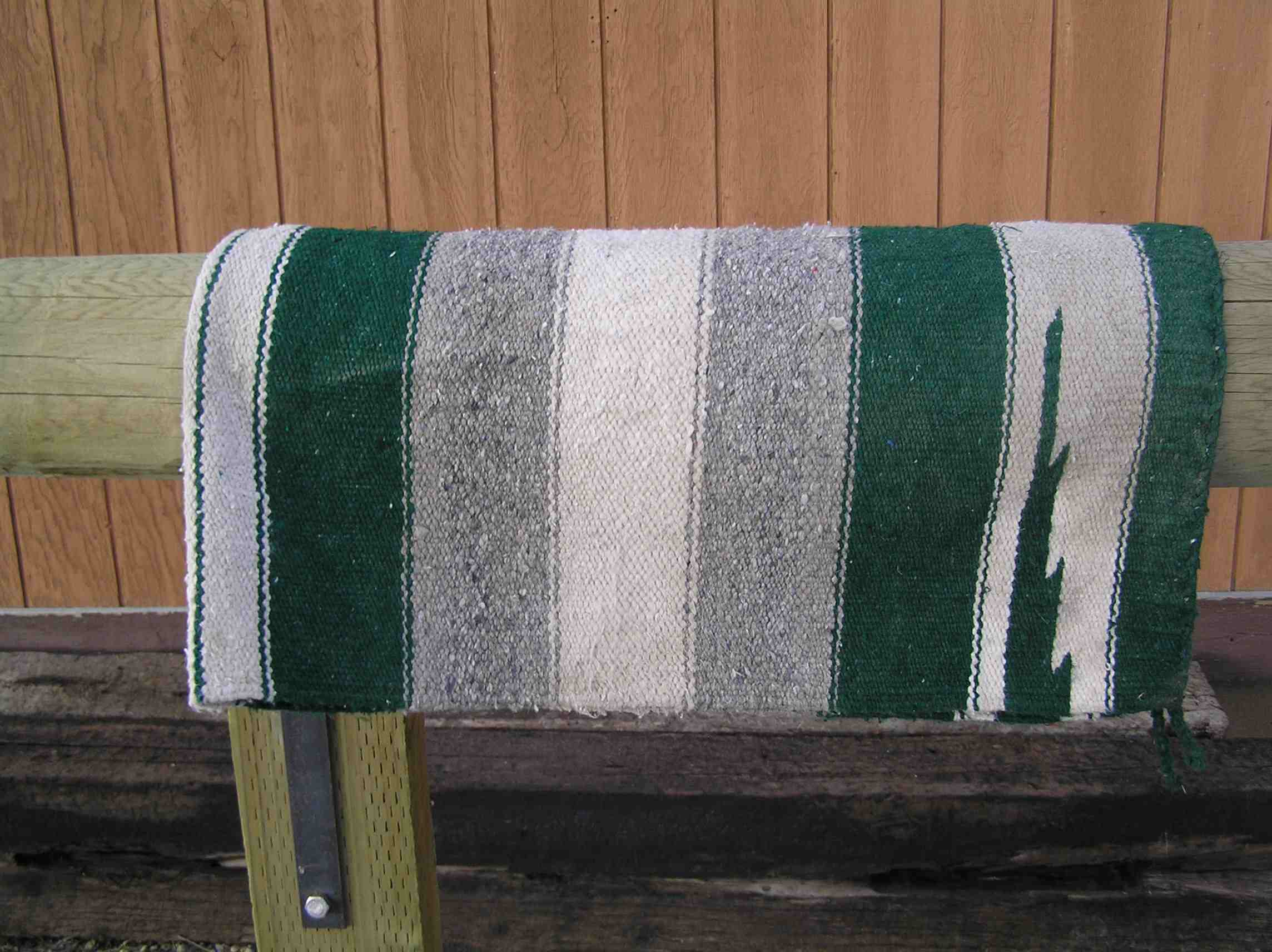
Bavlněná deka ve stylu Navajo jako sedlo na koně (2007)
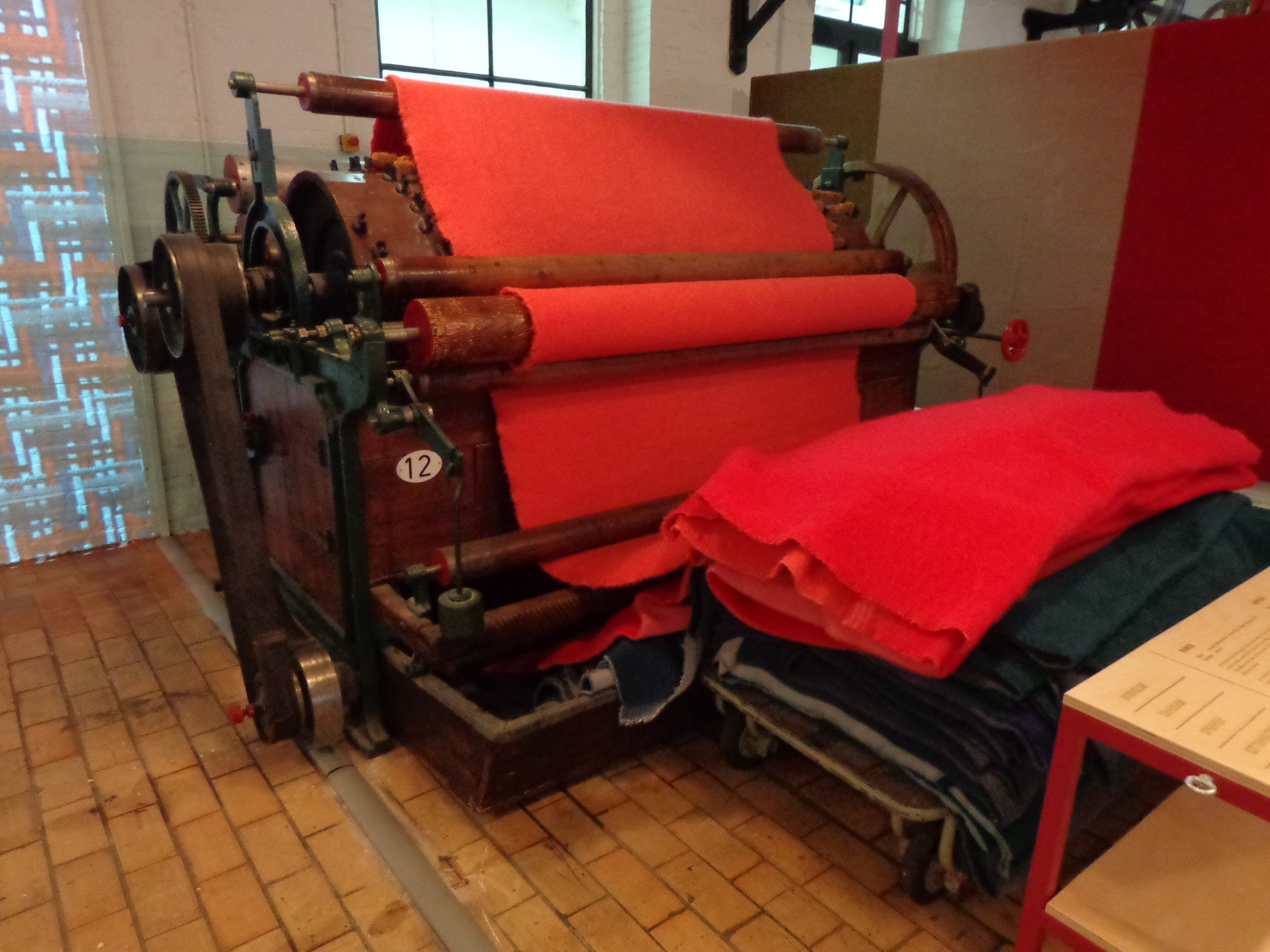
Počesávání tkaniny na přikrývky (Muzeum v bývalé nizozemské továrně)
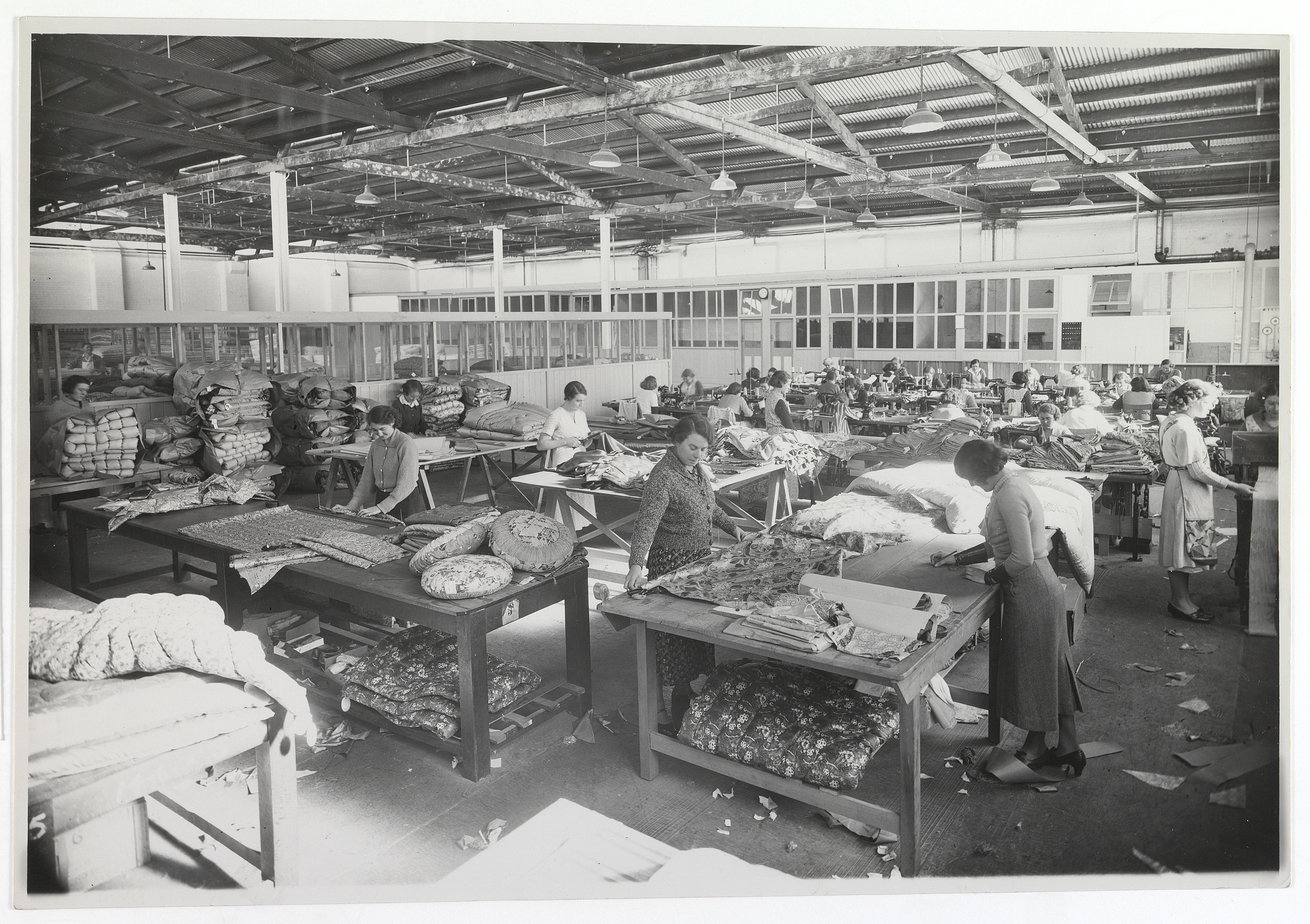
Manufakturní výroba prošívaných přikrývek (Sydney, asi 1935)
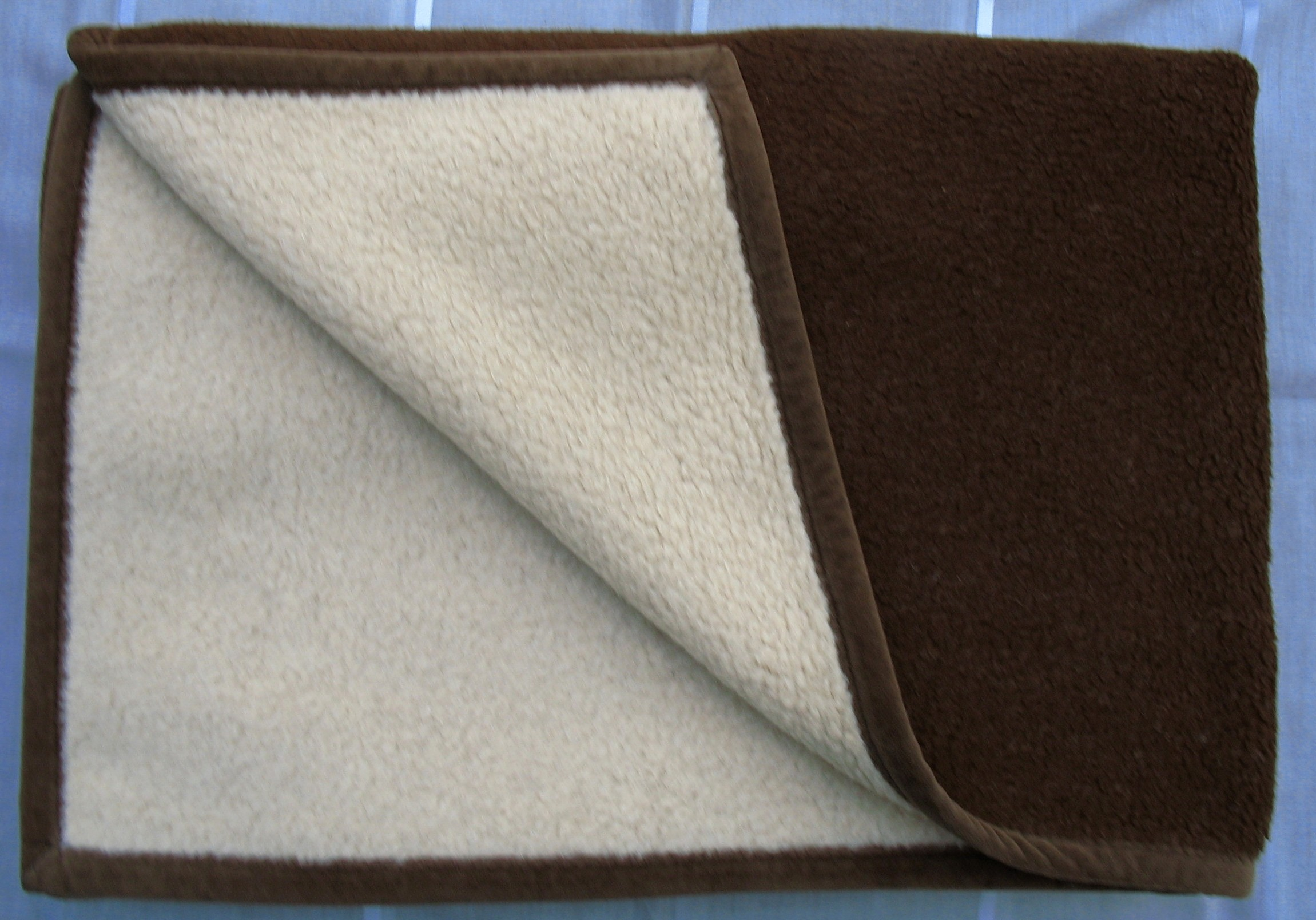
Přikrývka z lamí vlny (asi z roku 1980)
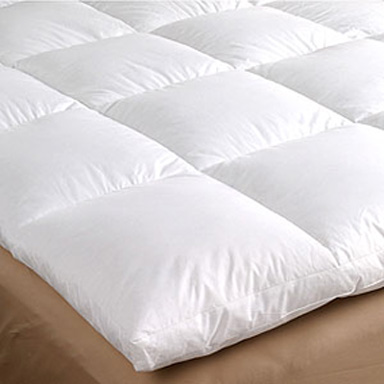
Přikrývka s péřovou výplní a s kazetovou formou prošívání
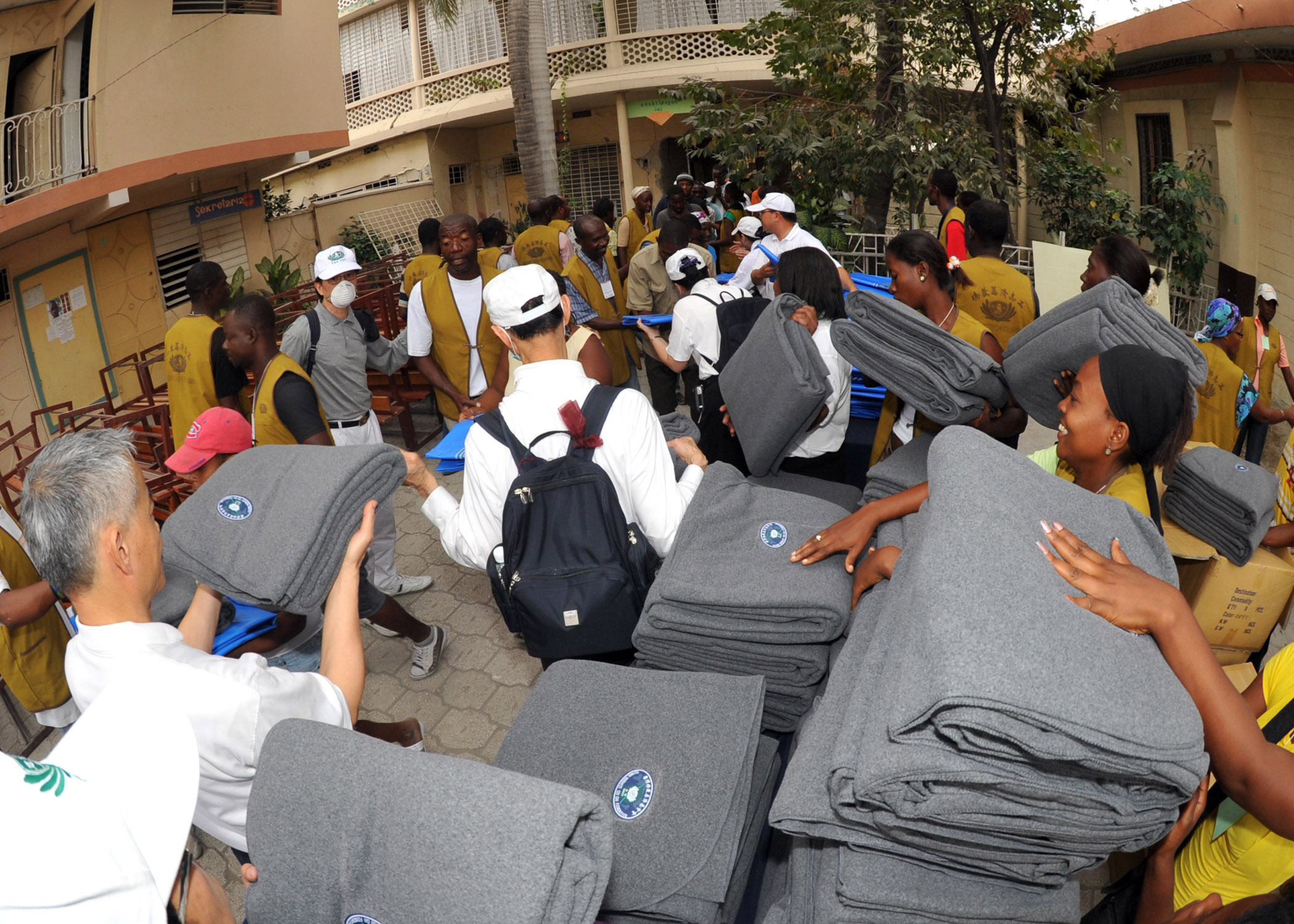
Přidělování přikrývek darovaných postiženým po zemětřesení na Haiti v roe 2010
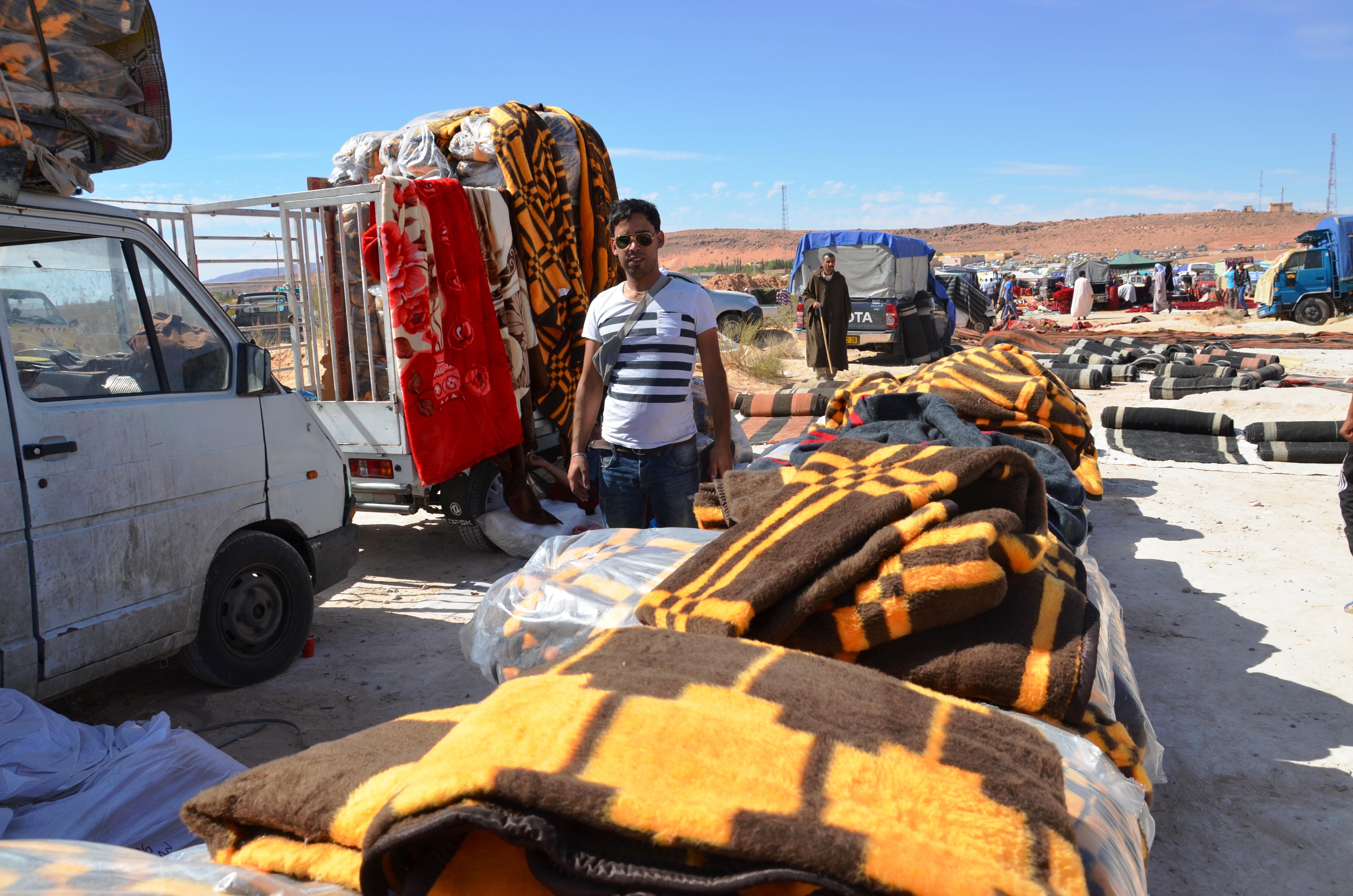
Trh s přikrývkami v Alžíru (2013)